# Нишевачка клисура
Нишевачка клисура се налази на југоистоку Србије, у атару села Нишевац, на 6 km од Сврљига и 36 km од Ниша.

## Положај
Нишевачка клисура се налази у оквиру композитне долине Сврљишког Тимока и саставни је део Сврљишке клисуре.
Котлина се налази у Карпатско-балканском луку источне Србије и као таква представља посебну предеону целину.
Обухвата претежни део слива Сврљишког Тимока, леве саставнице Белог Тимока и лежи између планинског венца Сврљишких планина на југу, Пајешког камена на истоку, планине Тресибабе на северу и Калафата и његових огранака на западу.
На северозападу клисура је ограничена пределом Голак, на северу књажевачком котлином, на истоку Заглавком, на југоистоку Белопаланачким Буџаком, на југу Белопаланачком котлином, Сићевачком клисуром, Нишком и Алексиначком котлином на југу и југозападу.

## Историјски значај
У античко време у атару села Нишевца налазио се и Тимакум Минус (Timacum Minus) који је био смештен на великом римском путу Лисијус - Наис - Рацијарија, како су се звали данашњи Љеш У Албанији, Ниш у Србији и Арчер у Бугарској.
Тврђава, чије су куле порушене 1999. године, на стенама изнад клисуре је мотрила на саобраћајницу која је спајала Нишку котлину са Подунављем, а саградили су је Римљани у 1. веку наше ере.
у доба краља Милана Обреновића испланирана је пруга кроз Нишевачку клисуру, али су тунели пробијени тек у 20. веку и има их укупно 32 и скоро исто толико мостова које је пројектовао познати српски научник Милутин Миланковић.

## Галерија
- Стена код купалишта Бањица у Нишевачкој клисури.
- Нишевачка клисура.
- Нишевачка клисура.
- Нишевачка клисура.
- Нишевачка клисура.
- Нишевачка клисура.
- Нишевачка клисура.
- Нишевачка клисура.
- Нишевачка клисура.
- Нишевачка клисура.